# Dương Đắc Chí
Dương Đắc Chí (杨得志, Yang Dezhi) (13 tháng 11 năm 1911 - 25 tháng 10 năm 1994), Người Hán, Chính khách nước Trung Quốc, là một Thượng tướng Hồng quân Trung Hoa.

## Sự nghiệp
Ông từng là Tư lệnh quân khu Tây Nam (Thành Đô). Ông đã từng tham chiến tại Triều Tiên và cùng Hứa Thế Hữu chỉ huy quân Trung Quốc trong Chiến tranh biên giới Việt-Trung 1979. Sau khi Hứa Thế Hữu thất bại nặng nề trong những ngày đầu của cuộc chiến bên giới này do áp dụng sai lầm chiến thuật "biển người" đối đầu với lực lượng hùng hậu của đủ loại vũ khí hạng nặng từ phía Quân đội Nhân dân Việt Nam, ông nắm toàn quyền chỉ huy các chiến dịch trên toàn mặt trận. Năm 1980 ông được thăng chức Tham mưu trưởng quân đội Trung Quốc. Đóng góp lớn trong năm 1989 của ông, dù đã về hưu, làm lá thư ngỏ viết cho Đặng Tiểu Bình khuyên họ Đặng không nên dùng quân đội đàn áp sinh viên ở Thiên An Môn.
Ông từng là Chủ nhiệm Ủy ban Cách mạng tỉnh Sơn Đông (chức vụ tương đương Tỉnh trưởng Chính phủ Nhân dân), Ủy viên Bộ Chính trị Đảng Cộng sản Trung Quốc, Bí thư Ban Bí thư Ủy ban Trung ương Đảng Cộng sản Trung Quốc, Phó Bí thư Quân ủy Trung ương Trung Quốc, Tham mưu trưởng Bộ Tham mưu liên hợp Quân ủy Trung ương Trung Quốc.